# Gran Premio motociclistico del Pacifico
Il Gran Premio motociclistico del Pacifico è stato un appuntamento del motomondiale che si è svolto dal 2000 fino al 2003, sempre sul circuito di Motegi.

## Vincitori
| Anno | Circuito | classe 125                  | classe 250               | classe 500                | Resoconto |
| ---- | -------- | --------------------------- | ------------------------ | ------------------------- | --------- |
| 2000 | Motegi   | Roberto Locatelli (Aprilia) | Daijirō Katō (Honda)     | Kenny Roberts Jr (Suzuki) | Resoconto |
| 2001 | Motegi   | Yōichi Ui (Derbi)           | Tetsuya Harada (Aprilia) | Valentino Rossi (Honda)   | Resoconto |
| Anno | Circuito | classe 125                  | classe 250               | MotoGP                    | Resoconto |
| 2002 | Motegi   | Daniel Pedrosa (Honda)      | Toni Elías (Aprilia)     | Alex Barros (Honda)       | Resoconto |
| 2003 | Motegi   | Héctor Barberá (Aprilia)    | Toni Elías (Aprilia)     | Max Biaggi (Honda)        | Resoconto |